# كيفن ماجرى
كيفن ماجرى (بالإيطالية: Kevin Magri)‏ هو لاعب كرة قدم إيطالي في مركز الدفاع، ولد في 10 أغسطس 1995 في كامبوباسو في إيطاليا. لعب مع كييفو فيرونا ونادي ريجينا ونادي لوميتساني.

## وصلات خارجية
- كيفن ماجرى على موقع قاعدة بيانات كرة القدم.إي يو (الإنجليزية)
- كيفن ماجرى على موقع Soccerway.com (الإنجليزية)